# 백은혜
백은혜(1989년 2월 13일 ~ )은 대한민국의 가수이자 그룹 I-13의 멤버이다.

## 음반
- 2005년 《I-13 - One More Time》

## 가수 외 활동

### 예능
- 《스친소 서바이벌》 (MBC) (2009년)
- 《켠김에 왕까지》 (온게임넷) (2010년)

### 영화
- 《제니, 주노》 (2005년) - 오마담 역
- 《사랑.. 해봤나요?》 (2005년)

### CF 출연
- 비타500
- 피자헛
- SK스마트학생복

### 뮤직비디오
- SG워너비 - 죄와 벌